# Касим Юлія Камелія
Юлія Камелія Касим (рос. Юлия Камелия Касым; 20 жовтня 2001, Пучонге, Селангор) - малазійська співачка. Вона добре відома малайськими традиційними піснями.
Вона була учасницею 4-го сезону I Can See Your Voice Malaysia у 2021 році. З того часу вона випустила кілька синглів, у тому числі Lebaran Yang Hiba та Bunga Raya. Її голос вважається схожим на голос Саломи, легендарної малазійської співачки та дружини П. Рамлі.
Касим – українець за походженням. Її батько – українець із Києва, а мати – російська з Мелітополя, Запоріжжя.

## Дискографія

### Сингл
- Bunga Raya (2020)
- Lebaran Yang Hiba (2021)
- Cinta Buat Dara (2022)
- Luka (2022)